# Adrian Quist
Adrian Karl Quist, avstralski tenisač, * 23. januar 1913, Medindie, Južna Avstralija, Avstralija, † 17. november 1991, Sydney, Avstralija.
Adrian Quist je v posamični konkurenci osvojil tri turnirje za Grand Slam, vse na turnirju za Prvenstvo Avstralije, ki ga je dobil v letih 1936, 1940 in 1948. Dvakrat je v finalu premagal Jacka Crawforda in enkrat Johna Bromwicha. Na turnirjih za Prvenstvo Anglije se je najdlje prebil v četrtfinale leta 1936, kot tudi na turnirjih za Nacionalno prvenstvo ZDA leta 1933, na turnirjih za Amatersko prvenstvo Francije pa v četrti krog leta 1935. V konkurenci moških dvojic je desetkrat osvojil Prvenstvo Avstralije, dvakrat Prvenstvo Anglije ter po enkrat Amatersko prvenstvo Francije in Nacionalno prvenstvo ZDA. Leta 1939 je bil član zmagovite avstralske reprezentance na tekmovanju International Lawn Tennis Challenge. Leta 1984 je bil sprejet v Mednarodni teniški hram slavnih.

## Finali Grand Slamov

### Posamično (3)

#### Zmage (3)
| Leto | Turnir                   | Nasprotnik v finalu | Rezultat finala         |
| 1936 | Prvenstvo Avstralije     | Jack Crawford       | 6–2, 6–3, 4–6, 3–6, 9–7 |
| 1940 | Prvenstvo Avstralije (2) | Jack Crawford       | 6–3, 6–1, 6–2           |
| 1948 | Prvenstvo Avstralije (3) | John Bromwich       | 6–4, 3–6, 6–3, 2–6, 6–3 |